# I. Charibert frank király
I. Charibert (518 vagy 523 – 567 novembere vagy decembere) frank király Párizsban (mint területen) 561-től haláláig.
I. Chlothar és Ingunda legidősebb fia. Midőn I. Chilperich az egész birodalmat követelte, Charibert szövetkezett testvéreivel, Guntrammal és Sigeberttel és a birodalom oly felosztását erőszakolta ki, hogy neki Aquitania és Párizs városa jutott osztalékul. Bár Venantius Fortunatus tudósítása szerint jól beszélt latinul, ékesszólásban legyőzte a rómaiakat, a jogban járatos ember volt, kicsapongó élete, különösen pedig egy apácának megszöktetése miatt Szent Germanus párisi püspök egyházi átokkal sújtotta őt, így az egyházból kiközösítve halt meg (fiúutódok nélkül). Birtokait fivérei, Guntram, I. Sigebert és I. Chilperich egymás között osztották fel.
Leánya, Bertha Æthelberht kenti király felesége lett.